# Pieni Matkussaari
Pieni Matkussaari är en ö i Finland. Den ligger i sjön Enonvesi och i kommunen Nyslott i  landskapet Södra Savolax, i den sydöstra delen av landet, 290 km nordost om huvudstaden Helsingfors. Öns area är 7,1 hektar och dess största längd är 480 meter i öst-västlig riktning.